# Ed de Goey
Eduard Franciscus de Goeij (pronunciación: /ˈɛd də ˈɣui̯/, aprox. ed de juy; Gouda, Países Bajos, 20 de diciembre de 1966), conocido como Ed de Goey por la prensa anglófona, es un exfutbolista neerlandés que ocupaba la posición de guardameta.

## Trayectoria
Estuvo en clubes como el Sparta Rotterdam; Feyenoord Róterdam y el Chelsea FC. Tras una temporada en el Stoke City y la siguiente en blanco Ed de Goey se retiraría en el año 2007.

## Selección nacional
Ha sido internacional con la Selección de fútbol de los Países Bajos en 31 ocasiones. Estuvo en la Copa Mundial de Fútbol de 1994 y en la Copa Mundial de Fútbol de 1998.

### Participaciones en Copas del Mundo
| Mundial                        | Sede           | Resultado   |
| ------------------------------ | -------------- | ----------- |
| Copa Mundial de Fútbol de 1994 | Estados Unidos | 4° de final |
| Copa Mundial de Fútbol de 1998 | Francia        | Semifinal   |

### Participaciones en Eurocopas
| Eurocopa      | Sede | Resultado   |
| ------------- | ---- | ----------- |
| Eurocopa 1996 | País | 4° de final |
| Eurocopa 2000 | País | Semifinal   |

## Clubes
| Club             | País         | Año       |
| ---------------- | ------------ | --------- |
| Sparta Rotterdam | Países Bajos | 1985-1990 |
| Feyenoord        | Países Bajos | 1990-1997 |
| Chelsea          | Inglaterra   | 1997-2003 |
| Stoke City       | Inglaterra   | 2003-2006 |

## Palmarés

### Campeonatos nacionales
| Título                        | Club               | País         | Año     |
| ----------------------------- | ------------------ | ------------ | ------- |
| Copa de los Países Bajos      | Feyenoord Róterdam | Países Bajos | 1991    |
| Supercopa de los Países Bajos | Feyenoord Róterdam | Países Bajos | 1991    |
| Copa de los Países Bajos      | Feyenoord Róterdam | Países Bajos | 1992    |
| Eredivisie                    | Feyenoord Róterdam | Países Bajos | 1992/93 |
| Copa de los Países Bajos      | Feyenoord Róterdam | Países Bajos | 1994    |
| Copa de los Países Bajos      | Feyenoord Róterdam | Países Bajos | 1995    |
| Copa de la Liga de Inglaterra | Chelsea            | Inglaterra   | 1998    |
| FA Cup                        | Chelsea            | Inglaterra   | 2000    |
| FA Community Shield           | Chelsea            | Inglaterra   | 2000    |

### Copas internacionales
| Título                     | Club    | País       | Año  |
| -------------------------- | ------- | ---------- | ---- |
| Recopa de Europa de fútbol | Chelsea | Inglaterra | 1998 |
| Supercopa de Europa        | Chelsea | Inglaterra | 1998 |

### Distinciones individuales
| Distinción      | Año  |
| --------------- | ---- |
| Portero del año | 1993 |
| Bota de Oro     | 1994 |